# Exército de Libertação de Preševo, Medveđa e Bujanovac
O Exército de Libertação de Preševo, Medveđa e Bujanovac (LAPMB ; em albanês:  Ushtria Çlirimtare e Preshevës, Medvegjës dhe Bujanocit, UÇPMB; em sérvio:  Ослободилачка војска Прешева, Медвеђе и Бујановца, ОВПМБ, transl. Oslobodilačka vojska Preševa, Medveđe i Bujanovca, OVPMB) foi um grupo insurgente militante albanês que lutava pela separação da República Federal da Iugoslávia em três municípios: Preševo, Medveđa e Bujanovac, lar da maioria dos albaneses no sul da Sérvia, adjacente ao Kosovo. Dos três municípios, dois têm maioria étnica albanesa, enquanto Medveđa tem uma minoria significativa deles.
Os uniformes, procedimentos e táticas do UÇPMB refletiam os do então recém-dissolvido Exército de Libertação do Kosovo (KLA). Os 1.500 paramilitares lançaram a insurgência no Vale de Preševo de 1999 a 2001, com o objetivo de juntar estes municípios ao Kosovo.  A UE condenou o que descreveu como “extremismo” e o uso de “ações terroristas ilegais” por parte do grupo. 

## História
Após o fim da Guerra do Kosovo em 1999, uma "Zona de Segurança Terrestre" (GSZ) de três milhas foi estabelecida entre o Kosovo (governado pela ONU) e o interior da Sérvia e Montenegro. Unidades das Forças Iugoslavas (VJ) não foram permitidas lá, e apenas as forças levemente armadas do Ministério de Assuntos Internos da Sérvia foram deixadas na área. 
A zona de exclusão incluía a aldeia predominantemente albanesa de Dobrosin, mas não Preševo. A polícia sérvia teve que parar de patrulhar a área para evitar ser emboscada. Políticos de etnia albanesa que se opunham ao KLA foram atacados, incluindo Zemail Mustafi (o vice-presidente da secção Bujanovac do Partido Socialista da Sérvia de Slobodan Milošević), que foi assassinado.
Entre 21 de junho de 1999 e 12 de novembro de 2000, foram registados 294 ataques, a maioria deles (246) em Bujanovac, 44 em Medveđa e seis em Preševo. Estes ataques resultaram em 14 pessoas mortas (das quais seis eram civis e oito eram polícias), 37 pessoas feridas (dois observadores da ONU, três civis e 34 polícias) e cinco civis raptados. Em seus ataques, a UÇPMB utilizou principalmente fuzis de assalto, metralhadoras, morteiros e rifles de precisão, mas ocasionalmente também RPGs, granadas de mão e minas antitanque e antipessoal.  A UÇPMB também incluía menores. 
À medida que a situação se agravava, a OTAN permitiu que o VJ recuperasse a zona desmilitarizada em 24 de Maio de 2001, dando ao mesmo tempo à UÇPMB a oportunidade de se entregar à Força do Kosovo (KFOR), que prometeu apenas pegar nas suas armas e registar a sua nomes antes de divulgá-los. Mais de 450 membros da UÇPMB aproveitaram a política de "rastreamento e libertação" da KFOR, entre eles o comandante Shefket Musliu, que se entregou à KFOR num posto de controlo ao longo da GSZ pouco depois da meia-noite de 26 de Maio de 2001. 

## Consequências
O antigo ELK mudou - se em seguida para a Macedónia Ocidental, onde criou o Exército de Libertação Nacional, que lutou contra o governo macedônio em 2001. 
Ali Ahmeti organizou o NLA de antigos combatentes do KLA e do LAPMB do Kosovo e da Macedônia, de insurgentes albaneses de Preševo, Medveđa e Bujanovac na Sérvia, de jovens nacionalistas albaneses da Macedônia e de combatentes estrangeiros. 

## Pessoas notáveis
- Shefket Musliu  (comandante máximo) [11]
- Muhamet Xhemajli  (segundo comandante)
- Ridvan Qazimi “Lleshi” † (terceiro comandante)
- Njazi Azemi "Mjekrra" † (comandante)
- Bardyl Osmani † (comandante)
- Pacir Shicri  (porta-voz) [12]
- Tahir Dalipi  (porta-voz)
- Jonuz Musliu
- Shaqir Shaqiri
- Mustafá Shaqiri
- Nagip Ali
- Orhan Rexhepi
- Lirim Jakupi
- Arben Ramadani †